# أدم ريش
أدم ريش (بالإنجليزية: Adam Reach) (3 فبراير 1993 في المملكة المتحدة - ) هو لاعب كرة قدم بريطاني في مركز الدفاع. شارك مع منتخب إنجلترا تحت 19 سنة لكرة القدم ومنتخب إنجلترا تحت 20 سنة لكرة القدم. أما مع النوادي، فقد لعب مع برادفورد سيتي وبريستون نورث إيند وشروزبري تاون ونادي ميدلزبره ودارلينجتون إف سى.

## وصلات خارجية
- أدم ريش على موقع قاعدة بيانات كرة القدم.إي يو (الإنجليزية)
- أدم ريش على موقع Soccerbase.com (لاعب) (الإنجليزية)
- أدم ريش على موقع Soccerway.com (الإنجليزية)
- أدم ريش على موقع AS.com (الإسبانية)